# Mircəlal
Mircəlal è un comune dell'Azerbaigian situato nel distretto di Saatlı.